# 印威內斯公爵
印威內斯公爵（英語：Duke of Inverness），是英國詹姆斯派貴族中的一個頭銜，但不被英國政府及英國國王與國家所承認。它唯一的持有人是克南勒斯的約翰·希斯。
塞西莉亞·安德伍德夫人是英國國王喬治三世第六個兒子薩塞克斯公爵的奧古斯都·弗雷德里克王子的第二任妻子; 然而，由於1772年的“皇家婚姻法”，他們的婚姻被認為是非法的，因此，塞西莉亞從未被承認為蘇塞克斯公爵夫人。